# Niederglatt SG
| SG ist das Kürzel für den Kanton St. Gallen in der Schweiz. Es wird verwendet, um Verwechslungen mit anderen Einträgen des Namens Niederglatt zu vermeiden. |

Niederglatt ist eine Ortschaft in der politischen Gemeinde Oberuzwil im Wahlkreis Wil des Ostschweizer Kantons St. Gallen. Niederglatt liegt an der Glatt zwischen Flawil und Uzwil und ist für den motorisierten Verkehr nur über eine Stichstrasse erreichbar.

## Geschichte
Niederglatt wurde 1336 als Nidernglat urkundlich erwähnt. Der Weiler Homberg (981 Hoenberg) bildete mit Niederglatt ein Freigericht. Ab 1483 unterstand dieses Gericht dem fürstäbtischen Vogt von Schwarzenbach. 1798 wurde die Munizipalgemeinde Niederglatt errichtet und 1803 bzw. 1804 mit Oberuzwil und Bichwil zur Gemeinde Oberuzwil zusammengeschlossen.
Niederglatt gehörte mit der 1430 erwähnten Kirche Felix und Regula zur Pfarrei Gossau.
Als Erbauer der Kirche gelten die Gielen von Glattburg. Der Friedhof von Felix und Regula war vielfach auch der Gielen Grabstätte.
Nach 1528 wurde Niederglatt weitgehend reformiert, ab 1556 wurde wieder katholischer Gottesdienst gehalten.
Ab 1527 war die Kapelle zu St. Felix ein paritätisches Gotteshaus.
1617 wurde eine katholische Pfarrei gegründet und 1853 eine neue Kirche errichtet.
1848 verleiben sich die Protestanten in der Pfarrei Oberuzwil ein.